# Beachhandball-Asienmeisterschaften 2023
Die Beachhandball-Asienmeisterschaften 2023 waren die neunte Austragung der kontinentalen Meisterschaft Asiens im Beachhandball, ein Frauenturnier gab es dabei zum siebten Mal. Die Spiele wurden vom 10. März bis zum 19. März 2023 auf Bali ausgetragen.
Anders als im Vorjahr, wo die Turniere der Männer und der Frauen nach der einjährigen Verschiebung aufgrund der COVID-19-Pandemie an getrennten Orten und zu verschiedenen Zeiten durchgeführt wurden, fanden dieses Mal wieder beide Turniere parallel zur selben Zeit und am selben Ort statt. Dafür wurden sie wieder getrennt von den Juniorenasienmeisterschaften ausgetragen. Neben der Ermittlung kontinentaler Meister wurden auch wie üblich die asiatischen Vertreter für die Weltmeisterschaften des nächsten Jahres ermittelt. Für die WM konnten sich die jeweils beiden besten Mannschaften, also die Finalisten, qualifizieren. Zudem qualifizierten sich die siegreichen Mannschaften für World Beach Games im weiteren Jahresverlauf, die ebenfalls auf Bali ausgetragen werden. Nachdem das Turnier im Vorjahr noch sehr schwach besucht gewesen war, konnte sich zumindest das Turnier der Männer wieder konsolidieren und mit elf teilnehmenden Mannschaften fast wieder den Höchstwert von 12 Teilnehmern aus dem letzten Jahr vor der Pandemie 2019 erreichen. Anders bei den Frauen, wo mit vier teilnehmenden Mannschaften nur eine Mannschaft mehr am Start war und damit der Höchstwert von sechs teilnehmenden Mannschaften klar verfehlt wurde.
| Frauen Details | Bali, Indonesien 9.–19. März 2023 |  | keine Playoffs |  |  | keine Playoffs |  |
| Männer Details | Bali, Indonesien 9.–19. März 2023 |  |                |  |  |                |  |

## Platzierungen
| Nation         | Frauen | Männer |
| -------------- | ------ | ------ |
| China          | 0X     |        |
| Hongkong       |        |        |
| Indonesien     |        |        |
| Iran           | 0–     |        |
| Katar          | 0–     |        |
| Kuwait         | 0–     |        |
| Oman           | 0–     |        |
| Philippinen    |        |        |
| Saudi-Arabien  | 0–     |        |
| Südkorea       | 0–     |        |
| Vietnam        |        |        |
| Teilnehmerzahl | 4      | 11     |

| Legende | Legende | Legende | Legende                                                           |
| ------- | ------- | ------- | ----------------------------------------------------------------- |
| 1       | 2       | 3       | Podest-Platzierungen                                              |
| 4       | 4       | 4       | Halbfinalisten, wenn mit Halbfinalen ausgespielt                  |
| X       | X       | X       | Mannschaft zunächst gemeldet, aber nicht angetreten/zurückgezogen |